# Monastère Notre-Dame-de-Palestine
Pour les articles homonymes, voir Monastère Notre-Dame et Notre-Dame.

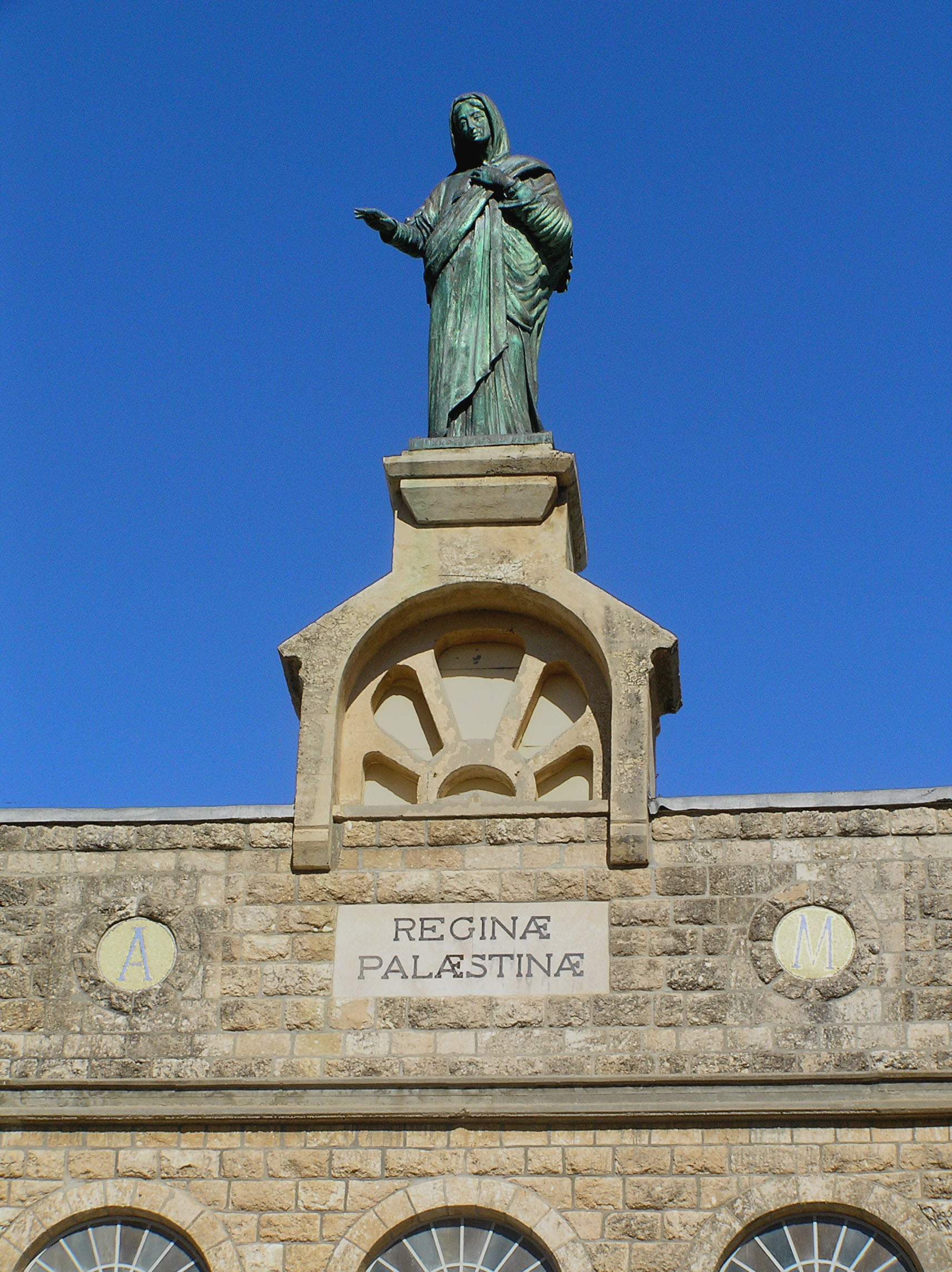
Statue de Notre-Dame, Reine de Palestine.

Le monastère Notre-Dame-de-Palestine, ou monastère de Deir Rafat, est un monastère catholique situé en Terre sainte, dans le centre de l'État d'Israël. Il se trouve au nord-ouest de Beit Shemesh, entre Givat Shemesh et le kibboutz de Tzora au sud et Kfar-Ouria au nord. Il dépend du patriarcat latin de Jérusalem.

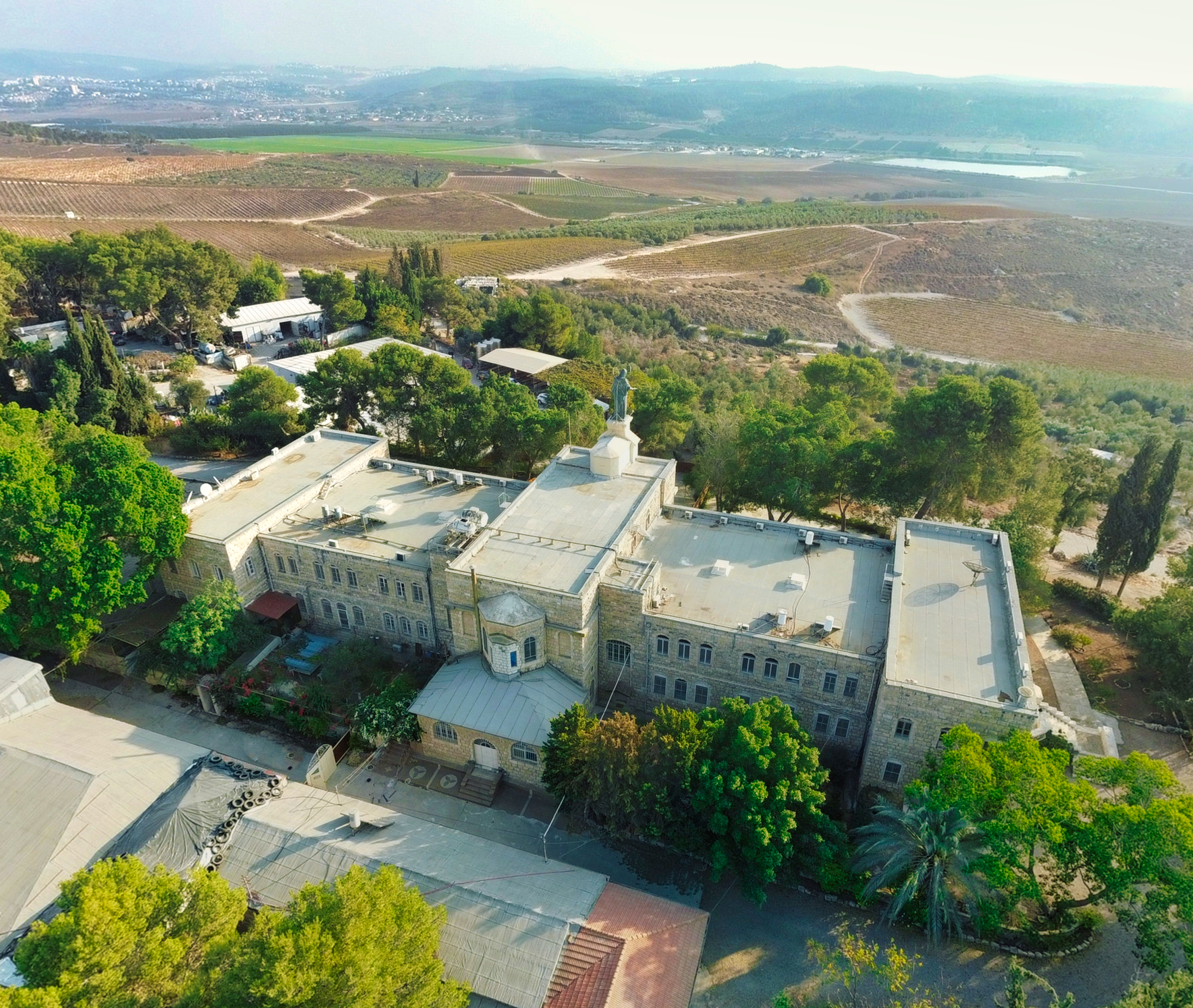
Monastère Notre-Dame-de-Palestine

## Histoire
Le monastère est fondé en 1927 sous le patriarcat de Mgr Barlassina. Il contient à l'origine un pensionnat, un orphelinat et un couvent de religieuses. Aujourd'hui, il abrite une maison d'hôtes et un centre de retraites et de séminaires pour les fidèles de la région ou pour les pèlerins de Terre Sainte, ainsi qu'un établissement de formation professionnelle. La façade de l'église du monastère montre l'inscription latine Reginae Palaestinae (à la Reine de Palestine) et soutient une grande statue de la Vierge de six mètres de hauteur. Les voûtes du plafond sont décorées de fresques et montrent des anges portant des bannières avec les premiers mots de la prière de l'Ave Maria en 280 langues,. Le monastère est confié depuis août 2009 aux Sœurs de la Famille monastique de Bethléem, dont la maison-mère se trouve à côté à Bet Gamal. Les fidèles palestiniens de la région s'y rendent en pèlerinage le dernier dimanche d'octobre. 

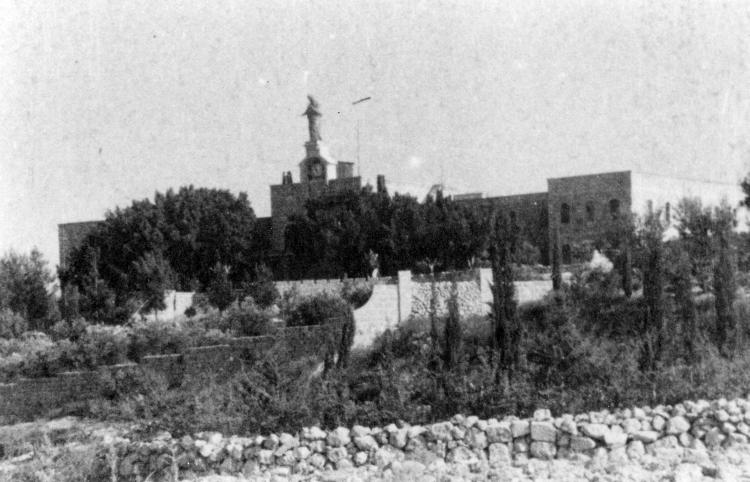
Le monastère de Deir Rafat en 1948.
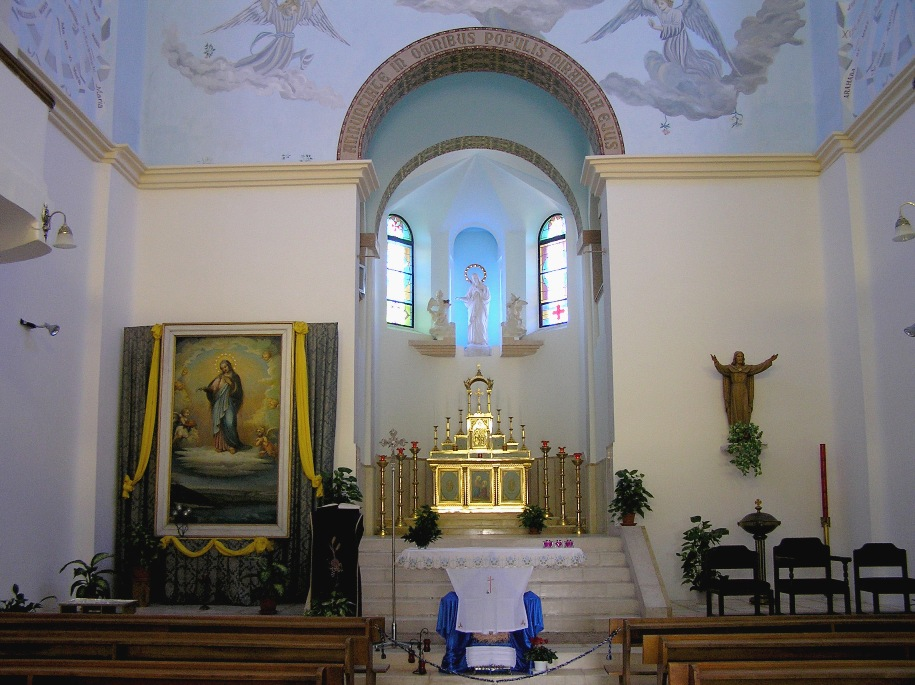
Intérieur de l'église.
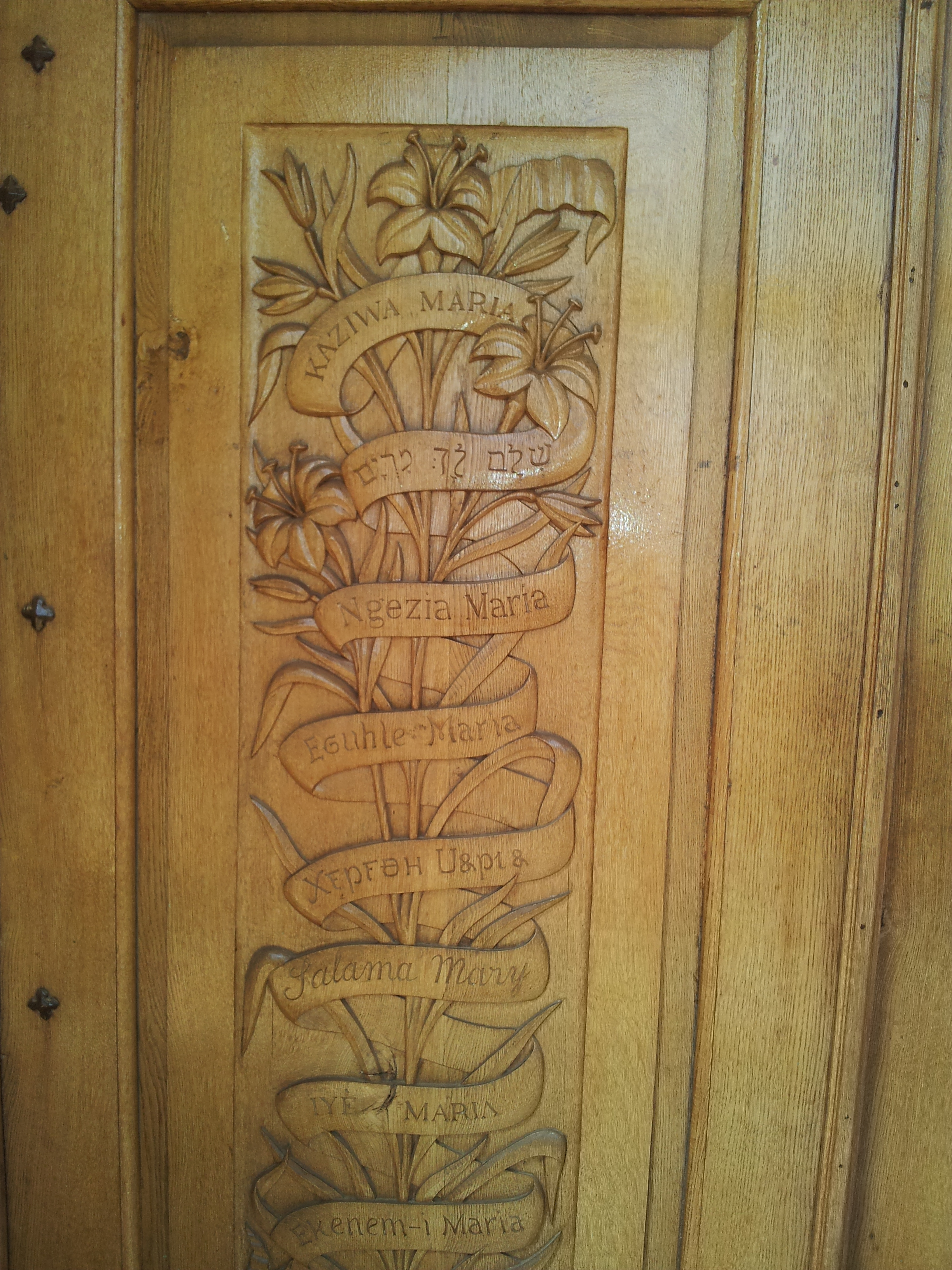
Portes de bois avec l'Ave Maria en différentes langues.